# Richard Bright
 (mars 2019).
Si vous disposez d'ouvrages ou d'articles de référence ou si vous connaissez des sites web de qualité traitant du thème abordé ici, merci de compléter l'article en donnant les références utiles à sa vérifiabilité et en les liant à la section « Notes et références ».
Pour les articles homonymes, voir Richard Bright (médecin) et Bright.
Richard Bright est un acteur américain, né le 28 juin 1937 et mort le 18 février 2006, notamment connu pour son interprétation d'Al Neri dans Le Parrain.

## Biographie
Richard Bright est né à Brooklyn (New York). Il est le fils de Matilda et Ernest Bright, qui était constructeur de bateaux. Il était le plus petit de sa famille et avait quatre grands frères appelés comme des rois britanniques. 
Il a commencé sa carrière à la télévision à l'âge de 18 ans. Il fait ses débuts au cinéma dans le film Odds Against Tomorrow en 1959. Il se fit notamment connaitre dans son interprétation d'Al Neri dans Le Parrain, rôle qu'il reprendra deux ans plus tard dans Le Parrain II et III. À cause de cette trilogie, il a été beaucoup associé à des rôles de criminels ou de gangsters dans sa carrière, comme dans le chef-d'œuvre de Sergio Leone, Il était une fois en Amérique.
Il meurt le 18 février 2006, percuté par un bus à Manhattan. 
Il était marié avec l'actrice Rutanya Alda.

## Filmographie sélective

### Années 1970
- 1970 : Panique à Needle Park (The Panic in Needle Park) de Jerry Schatzberg : Hank
- 1972 : Le Parrain (The Godfather) de Francis Ford Coppola : Al Neri
- 1972 : Guet-apens (The Getaway) de Sam Peckinpah : le voleur
- 1973 : Pat Garrett et Billy le Kid (Pat Garrett and Billy the Kid) de Sam Peckinpah : Holly
- 1974 : Apportez-moi la tête d'Alfredo Garcia (Bring Me the Head of Alfredo Garcia) de Sam Peckinpah : le patron du bar
- 1974 : Le Parrain 2 (The Godfather: Part II) de Francis Ford Coppola : Al Neri
- 1976 : Marathon Man de John Schlesinger : Karl
- 1978 : QHS (On the Yard) de Raphael D. Silver : Nunn
- 1979 : Hair de Miloš Forman : Fenton

### Années 1980
- 1980 : Le Temps du rock'n'roll (The Idolmaker) de Taylor Hackford : Oncle Tony
- 1983 : Vigilante de William Lustig : Burke
- 1983 : Second Chance (Two of a Kind) de John Herzfeld : Stuart
- 1984 : Il était une fois en Amérique (C'era una volta in America) de Sergio Leone : Chicken Joe
- 1985 : Mort sur le grill (Crimewave) de Sam Raimi : l'officier Brennan
- 1985 : Amazonia : La Jungle blanche (Inferno in diretta) de Ruggero Deodato : Bob Allo
- 1986 : Brighton Beach Memoirs de Gene Saks : le sergent recruteur
- 1988 : Time Out de Jon Bang Carlsen : le shérif
- 1988 : Double Détente (Red Heat) de Walter Hill : le sergent Gallagher

### Années 1990
- 1990 :  L'Ambulance (The Ambulance) de Larry Cohen : McClosky
- 1990 : Le Parrain 3 (The Godfather: Part III) de Francis Ford Coppola : Al Neri
- 1993 : Who's the Man? de Ted Demme : Demetrius
- 1994 : Tel est pris qui croyait prendre (The Ref) de Ted Demme : Murray
- 1996 : Beautiful Girls de Ted Demme : Dick Conway
- 1997 : Dans l'ombre de Manhattan (Night Falls on Manhattan) de Sidney Lumet : le lieutenant du 64e district
- 1998 : Jaded de Caryn Krooth : Zack Brown

### Années 2000
- 2002 : Les Soprano (The Sopranos) : Frank Crisci (saison 4, épisode 4 : Poids et Mesures)
- 2002 : New York, section criminelle (Law and Order: Criminal Intent) : Frank Lowell (saison 2, épisode 6 : Trafic)
- 2005 : New York, unité spéciale (Law and Order: Special Victims Unit) : Robert Sawyer / Sheldon Kerrick (saison 7, épisode 7 : Les Laissés-pour-compte)